# Lunaria
Lunaria es un género de planta fanerógamas pertenecientes a la familia Brassicaceae, nativa del centro y sur de Europa. Incluye tres especies, perenne y caduca. Es el único género de la tribu Lunarieae.
Son muy comúnmente utilizadas como plantas ornamentales y se reproducen en climas cálidos inclusive lejos de su hábitat original.
Su nombre común, "moneda del Papa" (u honestidad, o planta del dinero, o también Silberblatt - Hoja de Plata - en alemán) surgen del aspecto de su fruto.

## Taxonomía
El género fue descrito por Carlos Linneo y publicado en Species Plantarum 2: 653. 1753. La especie tipo es: Lunaria annua L.

## Especies aceptadas
A continuación se brinda un listado de las especies del género Lunaria aceptadas hasta julio de 2014, ordenadas alfabéticamente. Para cada una se indica el nombre binomial seguido del autor, abreviado según las convenciones y usos.	
- Lunaria annua L. - Moneda del Papa Anual
- Lunaria rediviva L. - Moneda del Papa perenne
- Lunaria telekiana Jáv.